# 4258 Ryazanov
4258 Ryazanov eller 1987 RZ2 är en asteroid i huvudbältet som upptäcktes den 1 september 1987 av den rysk-sovjetiska astronomen Ljudmila Karatjkina vid Krims astrofysiska observatorium på Krim. Den är uppkallad efter den sovjetisk/ryske filmregissören Eldar Rjazanov.
Asteroiden har en diameter på ungefär nio kilometer.